# El Palmar (Yungas)
El Palmar ist eine Ortschaft im Departamento La Paz im südamerikanischen Anden-Staat Bolivien.

## Lage im Nahraum
El Palmar ist die zweitgrößte Ortschaft des Kanton Calizaya im Municipio La Asunta in der Provinz Sud Yungas. Die Ortschaft liegt in einer Höhe von 1495 m am Nordwesthang oberhalb des Río Boopi.

## Geographie
El Palmar liegt in den bolivianischen Yungas am Ostabhang des Hochgebirgsrückens der Cordillera Real. Das Klima ist ein typisches Tageszeitenklima, bei dem die mittlere Schwankung der Tagestemperaturen deutlicher ausfällt als die jahreszeitlichen Schwankungen.
Die mittlere Durchschnittstemperatur der Region liegt bei 21 °C (siehe Klimadiagramm Chulumani), die mittleren Monatswerte schwanken nur unwesentlich zwischen 18 °C im Juli und 22 °C im Dezember. Der Jahresniederschlag beträgt etwa 1150 mm, die Monatsniederschläge liegen zwischen etwa 20 mm in den Monaten Juni und Juli und mehr als 150 mm von Dezember bis Februar.

## Verkehrsnetz
El Palmar liegt in einer Entfernung von 184 Straßenkilometern östlich von La Paz, der Hauptstadt des gleichnamigen Departamentos.
Von La Paz führt die asphaltierte Nationalstraße Ruta 3 in nordöstlicher Richtung 60 Kilometer bis Unduavi, von dort zweigt die unbefestigte Ruta 25 in südöstlicher Richtung ab und erreicht nach 70 Kilometern Chulumani. Von dort führt eine unbefestigte Landstraße zwanzig Kilometer über Tajma nach Pasto Pata. Von Pasto Pata aus führt eine Straße zehn Kilometer an einem Bachtal hinab in das Tal des Río Tamampaya und überwindet dabei eine Differenz von 750 Höhenmetern. Die Straße überquert den Fluss und führt an Villa Barrientos vorbei weitere achtzehn Kilometer entlang an seinem linken, nördlichen Ufer bis zur Mündung in den Río Boopi. Von dort sind es noch einmal dreizehn Kilometer den Río Boopi flussabwärts über Yanamayu und Chamaca bis Charobamba. Vier Kilometer unterhalb von Charobamba zweigt nach links eine Straße ab, die sich mehr als 300 Höhenmeter nach El Palmar hinaufwindet und von der eine Nebenstraße zu den Ortschaften Calizaya und Charoplaya führt.

## Bevölkerung
Die Einwohnerzahl der Ortschaft ist im vergangenen Jahrzehnt um die Hälfte angestiegen:
| Jahr | Einwohner         | Quelle       |
| ---- | ----------------- | ------------ |
| 1992 | keine Detaildaten | Volkszählung |
| 2001 | 195               | Volkszählung |
| 2012 | 307               | Volkszählung |
| 2024 |                   | Volkszählung |